# Matt Hill (doppiatore)
Matthew Hill, detto Matt (19 gennaio 1968), è un doppiatore canadese.
È noto per aver doppiato Ed in Ed, Edd & Eddy.

## Filmografia
- A Monkey's Tale – Kom
- Being Ian – Korey
- Charizard Nitan - Fitts
- Un videogioco per Kevin – Kevin Keene/Captain N
- Cardcaptors – Kero (borrowed form)
- Crash of the Titans - Additional Voices
- Dead Like Me
- Def Jam: Fight for NY – Clean Cut
- Dragon Booster – Artha Penn, Dragon Booster
- Ed, Edd & Eddy – Ed
- Fatal Fury: The Motion Picture – Laocorn Gaudeamus, Duck King
- Generation O! – Buzz O!
- Gundam Seed – Kira Yamato
- Gundam Seed Special Edition – Kira Yamato
- Gundam Seed Destiny – Kira Yamato
- Gundam Seed Destiny Special Edition – Kira Yamato
- .hack//Roots – Hideyo
- Hamtaro – Roberto
- InuYasha – Bankotsu
- Jake 2.0 - Kevin (1 episode)
- Jetix – Voice
- Johnnor in Japan – Johnnor Symmes
- Krypto the Superdog – Griff the Vulture
- Monster Buster Club - Danny
- Tartarughe Ninja - L'avventura continua – Raphael (voice)